# Clara Arnheim

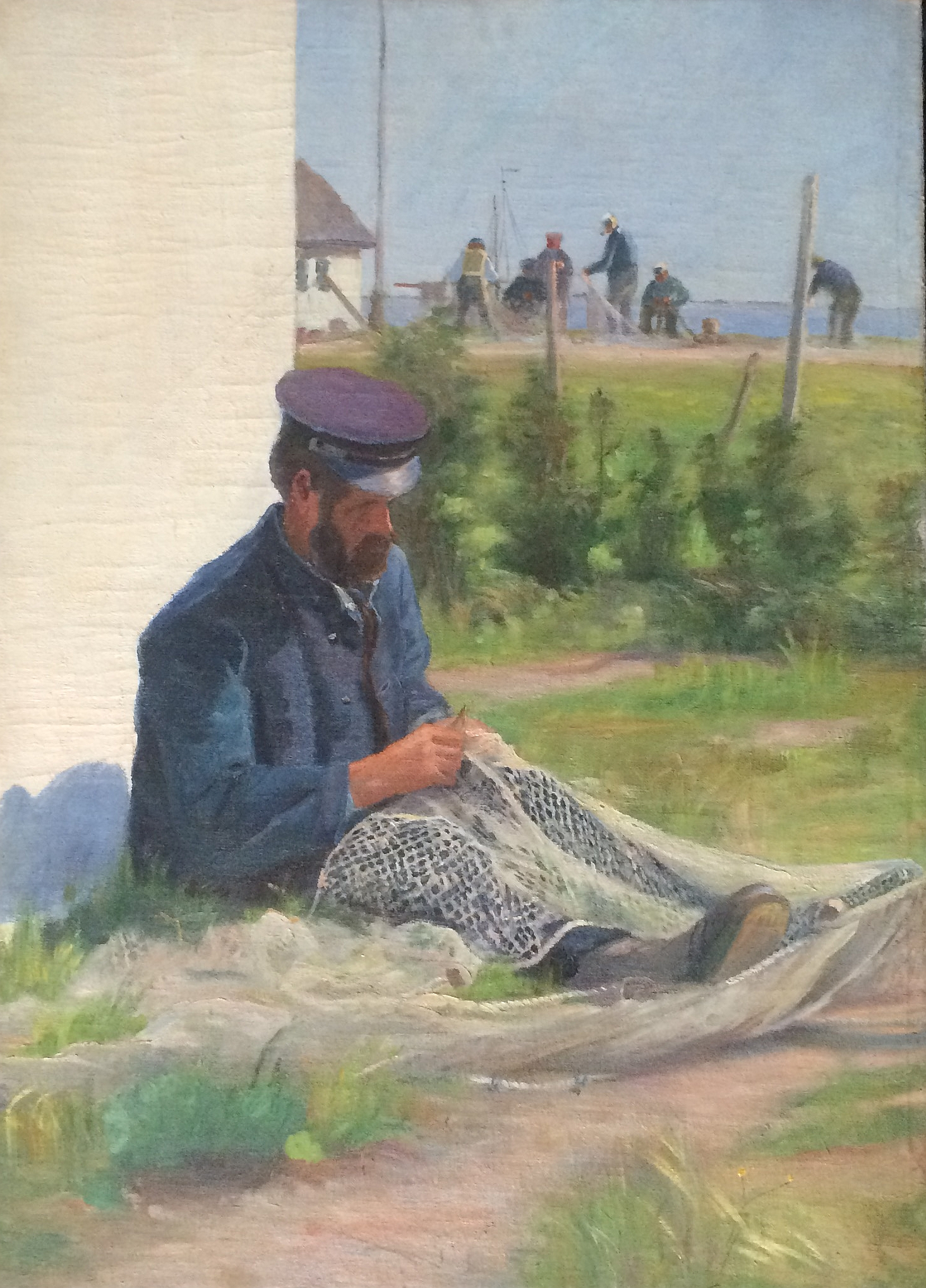
Pescador en Hiddensee, reparando una red

Clara Arnheim (Berlín, 24 de abril de 1865 - Campo de concentración de Theresienstadt, 28 de agosto de 1942) fue una pintora alemana de ascendencia judía; conocida fundamentalmente por sus representaciones de la vida de los pescadores en la costa báltica.

## Biografía
Nació en Berlín. A pesar de la resistencia de su familia a la idea de que una mujer fuera pintora profesional, estudió con Franz Skarbina en Berlín y con Edmond Aman-Jean en París. Entre las muchas organizaciones de las que fue miembro, destacan especialmente la "Verein der Berliner Künstlerinnen" (una sociedad de artistas para mujeres) y la Deutscher Künstlerbund.
En 1914, con motivo del 150 aniversario de la Hochschule für Grafik und Buchkunst Leipzig, expuso dos obras gráficas en la "Internationalen Ausstellung für Buchgewerbe und Grafik" (BUGRA) y recibió una medalla de oro.
A principios de la década de 1920, ayudó a Henni Lehmann a crear el Blaue Scheune, un lugar de exposiciones en Hiddensee, lugar al que trasladó su residencia. Se constituyó una organización conocida como "Hiddensoer Künstlerinnenbund", que incluía a Elisabeth Andrae, Käthe Loewenthal, Katharina Bamberg y Elisabeth Büchsel entre sus miembros.
Después del ascenso de los nazis al poder, recibió una notificación conforme a la ley laboral Berufsverbot y a partir de ese momento no se le permitió ni exponer ni aceptar encargos. Con los años, el acoso empeoró hasta que le resultó casi imposible obtener cupones de racionamiento. Afortunadamente, sus amigos en Hiddensee pudieron proporcionarle comida en secreto. Mientras ella estaba de visita fuera de su casa, se estableció una prohibición de viajar a los judíos. Al no poder regresar a casa, sus recursos se fueron reduciendo y, en julio de 1942, fue llevada a Theresienstadt, donde fue ejecutada unas semanas después.
Algunas de sus obras se exhiben en el Landesmuseum Braunschweig o en la galería “Der Panther” de Múnich. De las obras creadas por Arnheim se conocen en torno a 120, entre óleos, acuarelas y gráficos.